# Kościół Przemienienia Pańskiego w Żywcu
Kościół Przemienienia Pańskiego – kościół położony w Żywcu na terenie cmentarza Przemienienia Pańskiego w dzielnicy Śródmieście.

## Historia

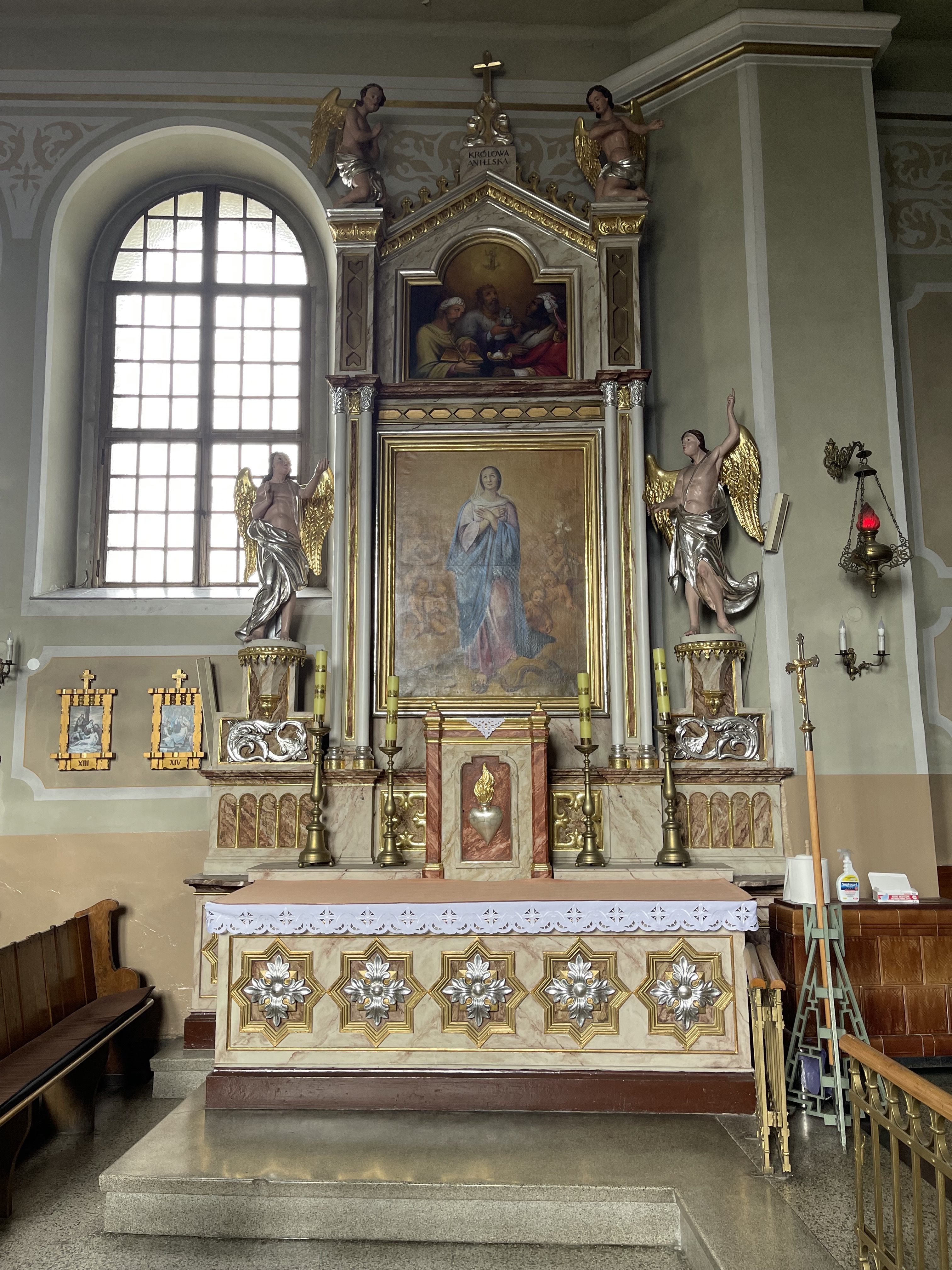
Wnętrze świątyni – ołtarz boczny

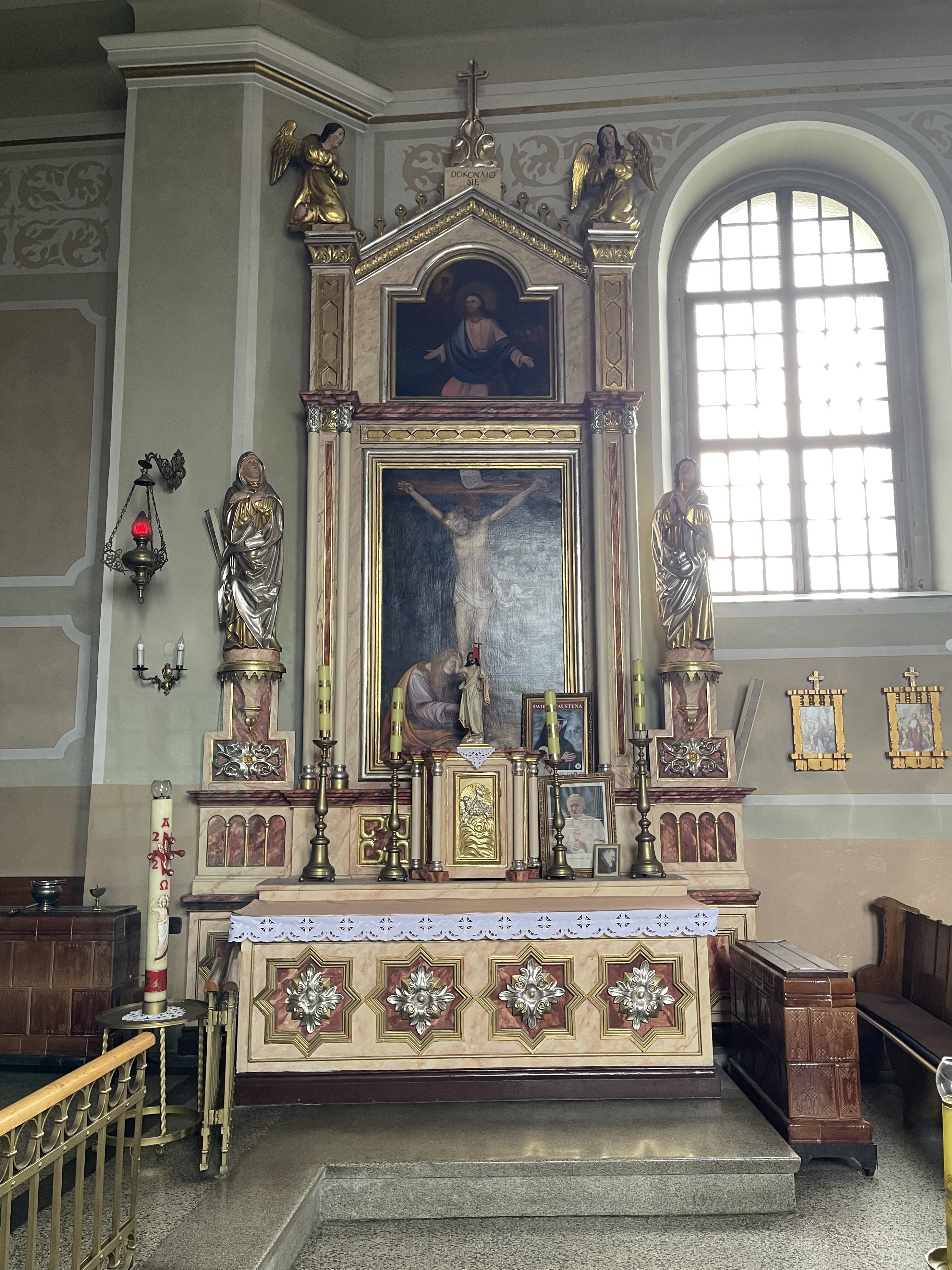
Wnętrze świątyni – ołtarz boczny

Świątynia została wzniesiona w 1701 roku z inicjatywy wójta żywieckiego Andrzeja Komonieckiego i jego żony Zofii Kalfasowiczównej jako niewielka, drewniana kaplica. Powstała obok zlokalizowanej na Górze Borkowskiej kamiennej kapliczki „Boża Męka” z 18 lipca 1647, wzniesionej z funduszy małżeństwa Jana Frankowica i Anny z Gałuszków jako kamienna kolumna zwieńczona krzyżem.
Kaplica ufundowana przez Komorowskich została otwarta 18 kwietnia 1701. 4 maja 1701 z okazji przypadającego wówczas trzeciego dnia krzyżowego poprowadzono do niej procesję. Kolejna z nich miała miejsce 23 maja 1702, w drugi dzień krzyżowy, a w kaplicy zorganizowana została wówczas pierwsza msza.
W dniach 27 maja–8 lipca 1704 r. przeprowadzona została rozbudowa kaplicy na kościół. Roboty odbyły się pod kierownictwem Wojciecha Barabasza, majstra ciesielskiego. Już 7 czerwca 1704, w trakcie trwania prac, w nowym kościele odprawiona została pierwsza msza, którą poprowadził proboszcz żywieckiej parafii, ks. Krzysztof Anderski. 8 lipca 1704 w świątyni zawieszony został dzwon poświęcony św. Zofii, patronce rodziny Komorowskich. Dzwon został odlany w Krakowie i posiadał napis „O Mater Sancta Sophia Anno Domini 1701”. 6 sierpnia 1704 miała tu miejsce specjalna msza z procesją, poprowadzona przez dwóch prałatów z Akademii Krakowskiej. Jeden z gości prowadził mszę, a drugi wygłosił podczas niej kazanie.
Po ukończeniu rozbudowy kościół uzupełniany był przez Komonieckich w potrzebne wyposażenie. 24 listopada 1704 zostały tu zainstalowane dwa ołtarze boczne. Prawy został poświęcony św. Zofii, natomiast lewy – św. Andrzejowi. W maju 1705 budynek został pomalowany na polecenie Andrzeja Komonieckiego przez malarza Gabriela Komonieckiego. W 1705 kościół uzyskał papieski przywilej odpustowy, ważny przez 10 lat, o którym informacja została przywieziona do Żywca 8 lipca 1705 przez ojca Marcjana, franciszkanina z Krosna. Na mocy decyzji papieża, każdy wierny uczestniczący w mszy prowadzonej w kościele podczas święta Przemienienia Pańskiego miał pozyskiwać odpuszczenie swoich grzechów.
W 1713 Andrzej Komoniecki ufundował dla kościoła srebrny kielich, pozłacany we wnętrzu. 3 marca 1716 przez Komonieckich zakupiony został trzeci ołtarz dla świątyni, który został umieszczony przy jej północnej ścianie. Znajdował się w nim obraz Matki Bożej Bocheńskiej pochodzący z początku XVII wieku, który wcześniej umieszczony był w kościele Narodzenia Najświętszej Maryi Panny w Żywcu, do którego został nabyty wraz ze znajdującym się pod nim ołtarzem w 1625 w Krakowie przez wywodzącego się z Żywca ks. Andrzeja Kozaka.
W latach 1850–1856 dotychczasowy kościół został zastąpiony nową, murowaną budowlą, co nastąpiło głównie dzięki Janowi Suchońskiemu. Świątynię wzniesiono z funduszy pochodzących ze składek żywieckich mieszczan. Nowy obiekt wykonany został według planów przygotowanych przez ks. Franciszka Augustina.
Od 23 lutego 2025 w każdą niedzielę sprawowane są nabożeństwa w obrządku bizantyjsko-ukraińskim dla wiernych Kościoła Greckokatolickiego.

### Dawne wyposażenie
W kościele znajdowały się zabytkowe obrazy, relikwiarze, a także epitafium Andrzeja Komonieckiego, zostały jednak przeniesione do Muzeum Miejskiego w Żywcu:

#### Obrazy
- Matka Boża Bocheńska – obraz o wymiarach 92 x 117 cm z początku XVII wieku, tempera na drewnie. Został oddany do Muzeum Ziemi Żywieckiej, następnie uszkodzony podczas okupacji niemieckiej podczas II wojny światowej[10].
- Matka Boża z Dzieciątkiem – obraz o wymiarach 47,5 x 66,5 cm z XVIII wieku, wykonany techniką olejną na płótnie. Postacie przedstawione na obrazie zostały ubrane w drewniane, rokokowe sukienki i korony[10].
- Matka Boża z Dzieciątkiem – obraz o wymiarach 47,5 x 56,5 cm, olej na płótnie, wykonany w 1833 jako dar wotywny od Anny Mokosini[10].
- Święta Dorota – obraz z 1803 o wymiarach 76 x 118 cm, olej na płótnie. Wyposażony w rzeźbione drewniane ramy. W dolnej części umieszczony został napis „Fecit J. Fignowski 1803”[10].
- Święty Jan Kanty – obraz z 1804 o wymiarach 100,5 x 145,5 cm, olej na drewnie, w dolnej części napis: „Pinxit Joannes Fignowski A.D. 1. Augusti 1804”[10].
- Salvator Mundi – obraz z 1835 o wymiarach 51 x 58 cm, olej na płótnie, na odwrocie napis: „Malował A. Madalski w Żywcu 1835”[10].
- Matka Boża z Dzieciątkiem – obraz z 1836 o wymiarach 52 x 68 cm, olej na płótnie, na odwrocie napis: „Malował A. Madalski w Żywcu 1836”[10].
- Męczeństwo św. Jana Chrzciciela – obraz z 1842 o wymiarach 64,5 x 84 cm, olej na płótnie, u dołu napis: „Pinx A. Madalski 1842”[10].
- Wjazd Chrystusa do Jerozolimy – obraz z 1851 o wymiarach 74,1 x 57 cm, olej na płótnie, u dołu napis: „Pinxit Anton Krząstkiewicz 1851”[10].

#### Pozostałe wyposażenie
- Krucyfiks – późnobarokowy, wykonany z drewna i polichromowany, o wysokości 66 cm.
- Figura ściętej głowy św. Jana Chrzciciela na misie – barokowa, drewniana i polichromowana, posiada  u góry okrągłe wgłębienie z przeznaczeniem na umieszczenie tam relikwii[10].
- Figura św. Trójcy – rokokowo-klasycystyczny, drewniany i polichromowany posąg na postumencie z dwoma postaciami w pozycji klęczącej, które trzymają koronę i berło. Jego całkowita wysokość wynosi 70 cm[10].
- Relikwiarz – barokowy, drewniany i polichromowany, ozdobiony kwiatowo-liściastą rzeźbioną dekoracją z wizerunkami aniołów i umieszczony w prostokątnej ramie o wymiarach 43,9 x 50,3 cm[10].
- Relikwiarz św. Andrzeja – rokokowy, wykonany w formie monstrancji z polichromowanego drewna o wysokości 35,9 cm[10].
- Epitafium Andrzeja Komonieckiego – posiadało kształt kartusza obramowanego poskręcanymi liśćmi akantu, nad którym umieszczony został ujęty w ramę owalny portret wykonany techniką oleju na płótnie o wymiarach 35,9 x 48,4 cm, przedstawiający Komonieckiego. Na kartuszu znajdował się napis „D.O.M. Quem Spectator in hac Imagine legis, Andreas Komonieccius est, non communium, qua particularium Dotum Virtutumq Vir, Concordia Pace Civem, maturitate Notarium, Iustitia Consulem, & Advocatum Galem Zyvecensem quinquaginta Annis plus uno agens. Annalium Scriptor, Fundator hui Aediculae, A.S. 1780 1ma Octobris”[10]. Epitafium początkowo znajdowało się na emporze muzycznej, a po budowie murowanej świątyni umieszczono je w zakrystii. Około 1862–1876 epitafium uległo przeniesieniu do budynku ratusza, a następnie przekazano je Muzeum Ziemi Żywieckiej[5]. Zostało ono stamtąd wywiezione przez Niemców podczas II wojny światowej[10].
- Ornat – szata liturgiczna z XVIII wieku w kolorze białym, posiada haftowane kolumny ozdobione cekinami. Na jego przedniej stronie umieszczone zostały dekoracje przedstawiające drobne gałązki kwiatów na srebrnym tle, natomiast na stronie tylnej znajdują się większe gałązki kwiatów na żółtym tle[10].

## Wyposażenie współczesne

### Ołtarze

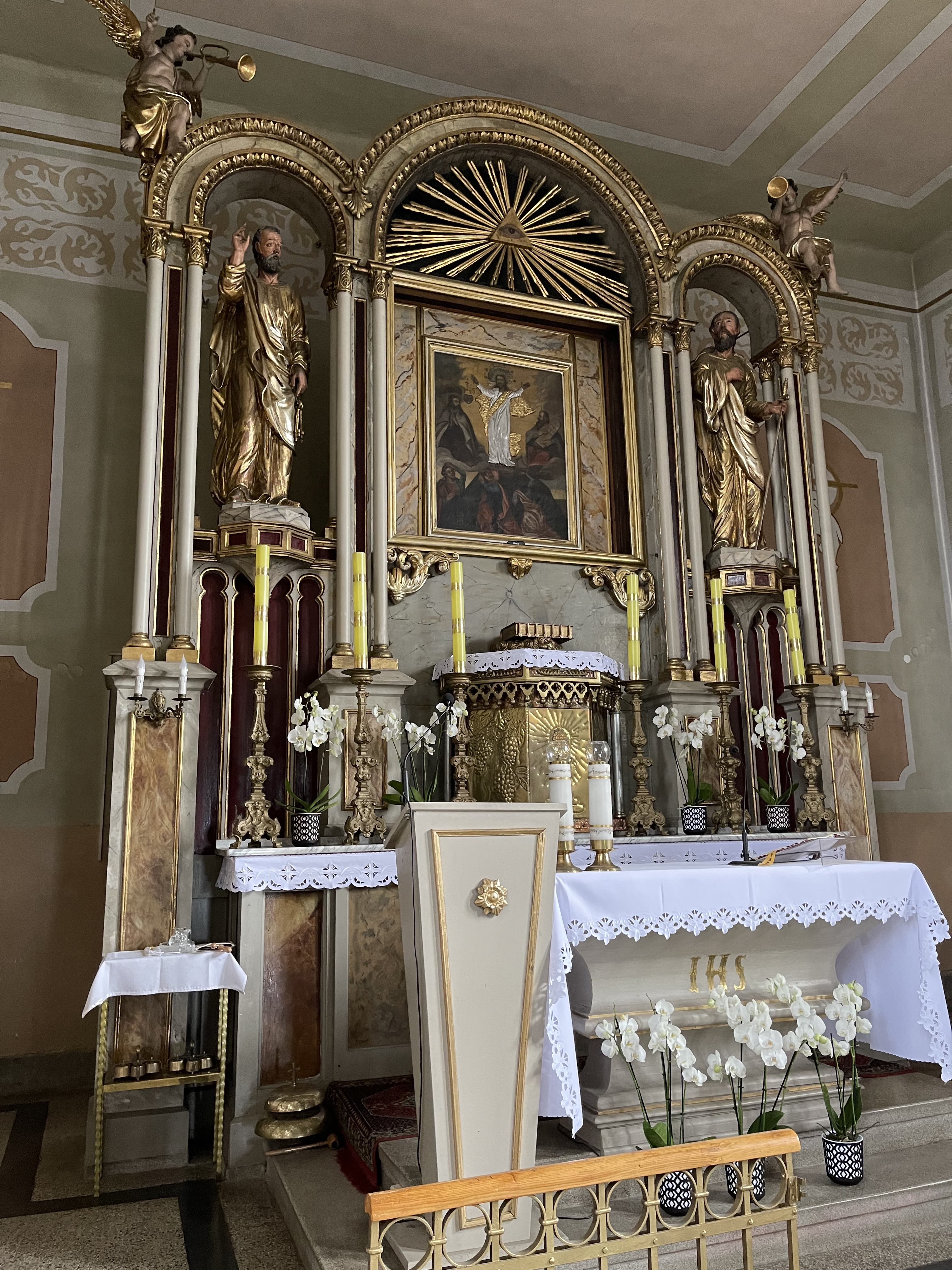
Wnętrze świątyni – ołtarz główny

Ołtarz główny powstał w 1856 i został wykonany przez stolarza Jana Wiśniowskiego. Umieszczony w nim został obraz „Przemienienie Pańskie” namalowany przez Józefa Ignacego Maultza. W ołtarzu ponadto znajdują się rzeźby autorstwa Józefa Pękalskiego, przedstawiające świętych Piotra i Pawła oraz aniołów.
Dwa ołtarze boczne wykonał Walenty Szubert w 1866 i w 1870. Pierwszy z nich, znajdujący się przy północnej ścianie obiektu, mieści obraz „Matka Boska Niepokalanie Poczęta – Królowa Aniołów” wykonany przez Józefa Maulta oraz rzeźby aniołów Józefa Pękalskiego. Natomiast w ołtarzu zlokalizowanym przy ścianie południowej znajdują się rzeźby Józefa Pękalskiego oraz obraz Józefa Maulta z przedstawieniem ukrzyżowanego Jezusa Chrystusa wraz z św. Marią Magdaleną klęczącą u jego stóp.

### Organy

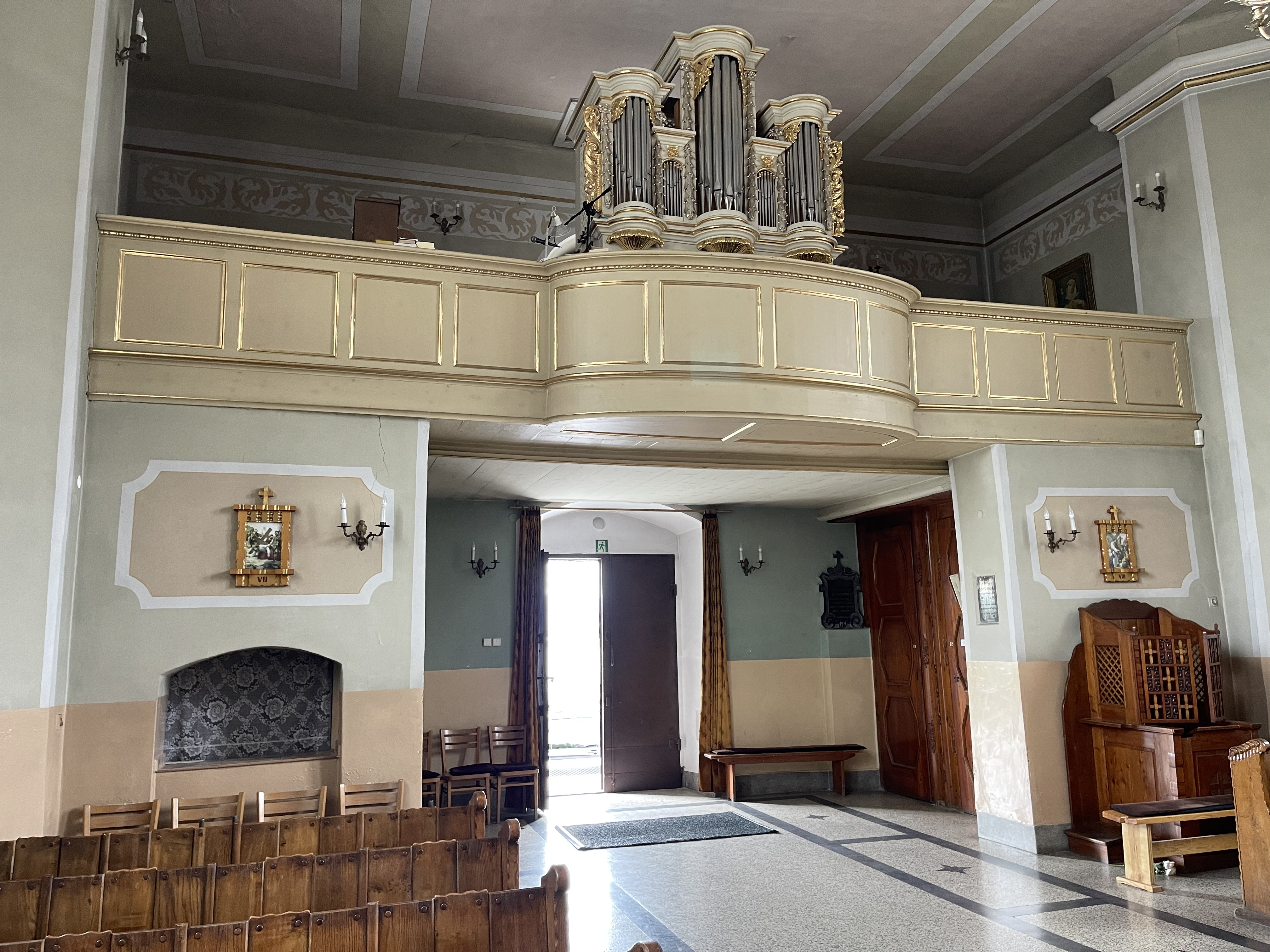
Wnętrze świątyni – empora organowa

Na emporze umieszczone zostały nieduże organy o dyspozycji 6 głosów, wyprodukowane w 1875 w Krakowie. Instrument został wykonany w stylu neobarokowym i posiada 5 pól piszczałkowych. Obejmuje on 3 półokrągłe wieżyczki, z których środkowa jest większa i wyższa, natomiast wieżyczki boczne są mniejsze i niższe. Wieżyczki zwieńczone zostały gzymsem ze zwisającymi po jego bokach srebrnymi girlandami. Przestrzenie pomiędzy wieżyczkami organowymi wypełnione są zamkniętymi polami piszczałkowymi z łukowym zakończeniem, nad nimi znajdują się ornamenty kwiatowe. Całość prospektu ozdobiono złoconymi uszakami. Stół gry został umieszczony z boku szafy organowej i posiada jedną klawiaturę ręczną. Organista siedzi bokiem w stosunku do ołtarza. Mechanizmy gry i rejestrów są oparte na systemie mechanicznym, wiatrownica jest klapowo-zasuwowa, a miech ma konstrukcję fałdową. Na przedniej części instrumentu dodano elektryczną dmuchawę, zachowano jednak dźwignię do ręcznego pompowania powietrza. W okresie 2015–2016 dokonano generalnego remontu organów, który wykonała firma organmistrzowska Łukasza Kmiecika z Wieliczki.